# Aleksey Fyodorovich Fyodorov
Oleksiy Fedorovych Fedorov (tiếng Ukraina: Олексій Федорович Федоров, tiếng Nga: Алексе́й Фёдорович Фёдоров, Aleksey Fyodorovich Fyodorov; sinh ngày 30 tháng 3 năm 1901 mất ngày ngày 9 tháng 9 năm 1989) là thiếu tướng Liên Xô và ông đã 2 lần nhận danh hiệu Anh hùng Liên Xô.

## Cuộc đời và sự nghiệp
Oleksiy Fedorov sinh ngày 30 tháng 3 năm 1901, gần Dnipropetrovsk trong một gia đình nông dân Ukraina. Năm 1920, ông gia nhập Hồng quân và chiến đấu trong cuộc nội chiến Nga.
Năm 1927, ông gia nhập Đảng Cộng sản Liên Xô và năm 1938, trở thành Bí thư chi bộ cộng sản Chernihiv Oblast
Sau khi Phát xít Đức xâm lược Liên Xô, Fedorov đã trở thành một nhà tổ chức nổi bật của cuộc kháng chiến ngầm tại khu vực bị chiếm đóng Ukraina. Trong mùa đông năm 1941 đến năm 1942, ông lãnh đạo đảng bộ du kích Chernigov; tháng 3 năm 1942, đã có 16 cuộc đụng độ với lực lượng chiếm đóng và giết hơn một ngàn quân Đức.
Trong tháng 5 năm 1942, Oleksiy Fedorov đã được trao tặng danh hiệu Anh hùng Liên Xô và nhận Huân chương Lenin đính một ngôi sao vàng.
Trong mùa xuân và mùa hè năm 1943, đơn vị Fedorov mở rộng hoạt động du kích vào các khu vực bị chiếm đóng khác Liên Xô bên ngoài phía đông bắc Ukraina như Volyn, Belarus, Bryansk và vùng Oryol.
Trong thời gian hoạt động du kích tại tuyến đường sắt huyền thoại Kovel từ mùa thu năm 1943 đến mùa đông, các đơn vị dưới quyền Fedorov đã phá hỏng và tiêu diệt hơn 500 tàu hỏa Đức chở đầy đủ đạn dược, nhiên liệu, trang thiết bị quân sự và binh lính.
Tháng 1 năm 1944, Oleksiy Fedorov được thăng cấp thiếu tướng và tặng thưởng Huân chương Sao vàng Liên Xô.
Sau khi Ukraina giải phóng, Oleksiy Fedorov đứng đầu các đảng bộ Cộng sản ở một số khu vực Ukraina bao gồm khu Kherson (1944-1949) Izmail (1950-1952) và Zhytomyr (1952-1957). Năm 1957, ông trở thành Bộ trưởng Bộ Phúc lợi trong chính phủ Cộng hòa Xã hội chủ nghĩa Xô viết Ukraina cho đến năm 1979.
Ngày 9 tháng 9 năm 1989, Oleksiy Fedorov qua đời tại Kiev. Ở quê hương Dnipropetrovsk, một tượng đài xây dựng nhằm tôn vinh các anh hùng trong cuộc đấu tranh chống Đức Quốc xã.